# Epichorista armigera
Epichorista armigera es una especie de polilla del género Epichorista, categorizada en la tribu Archipini, de la subfamilia Tortricinae.

## Distribución
Se distribuye por Australia: en Nueva Guinea, en el monte Tafá.

## Taxonomía
Fue descrita por Alexey Diakonoff en 1956.
Tratamiento taxonómico
La especie aparece registrada y publicada en Proc. Konin. Neder. Akad. Weten. (C)59: 634.